# Bella Vista (Buenos Aires)
Bella Vista es una localidad de la zona norte del Gran Buenos Aires, provincia de Buenos Aires, Argentina; perteneciente al partido de San Miguel.
La misma se encuentra asentada en la margen norte del río Reconquista ("Las Conchas"), linda con la base militar de Campo de Mayo, con el partido de Hurlingham, el partido de Ituzaingó, el partido de Moreno y con las localidades de Muñiz y Santa María.
A Bella Vista se puede acceder por la RP 8 (ex-RN 8) o por el Camino del Buen Ayre.

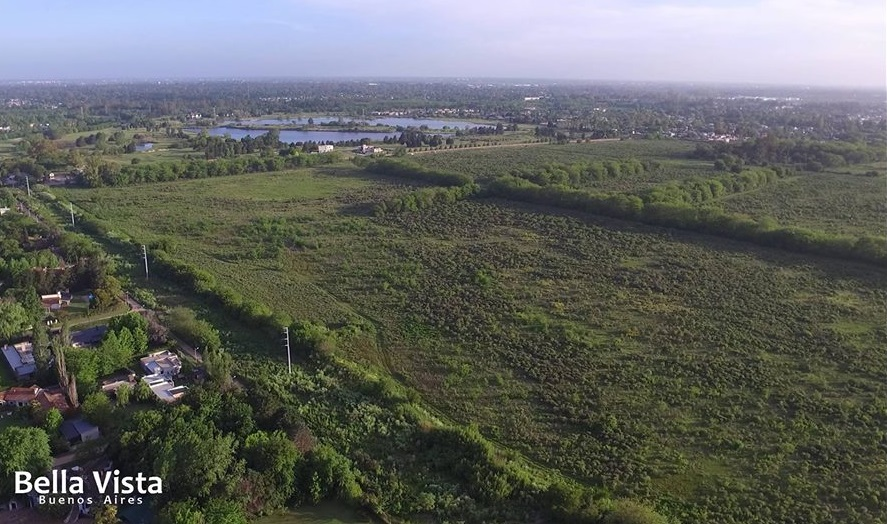

## Características
La localidad se caracteriza por ser mayoritariamente residencial. Fue fundada en 1864 por el Ing. agrimensor francés Adolfo Sourdeaux, siendo este uno de los primeros creadores de planos exactos de la ciudad de Buenos Aires. Aún perduran edificios muy antiguos de arquitectura francesa, muestra de la fuerte inmigración de ese origen (en buena medida, amigos del fundador), que también se refleja en los nombres de muchas de sus calles, otro aspecto que demuestra el fuerte arraigo francés es la instalación de la Alianza Francesa sobre la Av. Ricchieri. 
Sourdeaux, al realizar el trazado catastral , para "Bella Vista" estructuró manzanas de mayor amplitud. Consideró que sería un pueblo de veraneo, integrado totalmente por grandes quintas de descanso. De esta forma la estancia primitiva se fue poblando aceleradamente. 
Vinculado por amistad a la mayoría de los hombres que iban a construir los ferrocarriles en el país, proyectó el paso del ferrocarril, el "Gran Trasandino", luego llamado "Buenos Aires al Pacífico" y hoy "General San Martín. 
Sourdeaux, ideó a la vera del río De las Conchas, un hermoso parque con grandes arboledas y jardines y una avenida principal muy ancha que partía de la orilla del río, extendiéndose hasta San Miguel. Denominada inicialmente como Calle del Rosario. Casi 20 años después, y habiendo fallecido Sourdeaux  se construyen las vías del Ferrocarril Buenos Aires al Pacífico (conocido como BAP) y del FCGU 

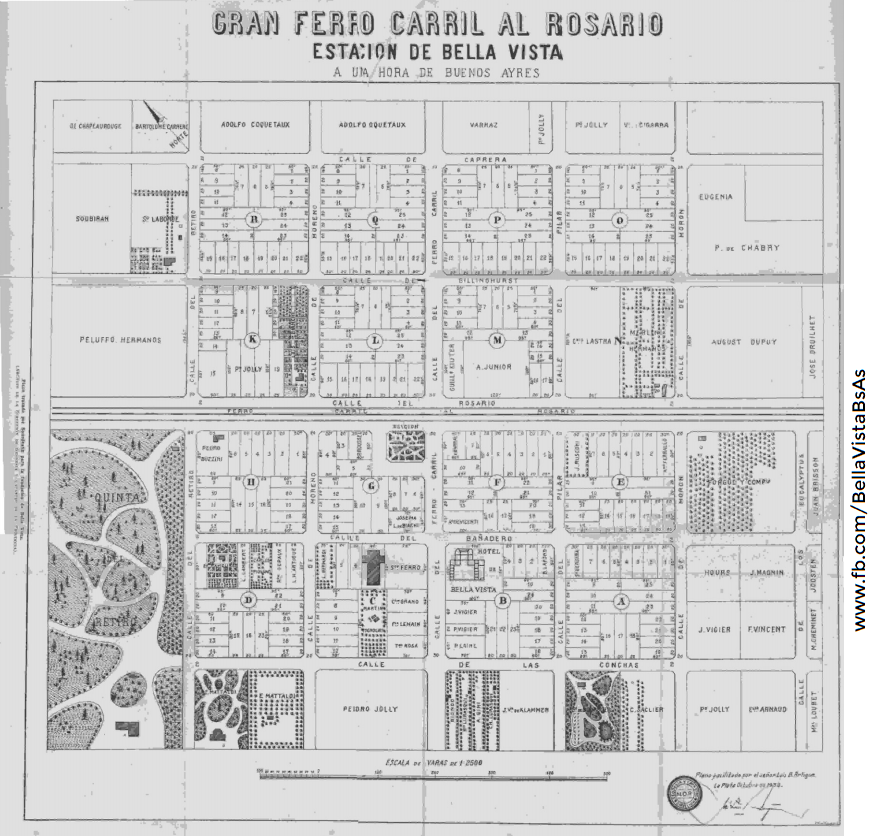

En la actualidad, no hay edificios de gran altura, ya que el código de edificación urbano, no permite desarrollar más de cuatro niveles,  Los edificios más altos se encuentran en la zona de la Estación Bella Vista; nombre que ha sido devuelto en 1998 (llamada durante años Tte. Gral. Ricchieri) de la Línea de Ferrocarril San Martín.
Existe un importante desarrollo industrial en el recientemente creado Parque Industrial Bella Vista, donde se albergan algunas empresas multinacionales y alrededor de otras 50 que son PyMEs o industrias de poco reconocimiento; en el mismo parque se realiza la actividad industrial más importante del partido, superando ampliamente al precinto industrial del km 32.9 de la Ruta Nacional 8 y toda la actividad industrial que se lleva a cabo allí desde el km 33.2 (donde comienza el paso de la RN8 por San Miguel) hasta el km 28.2 (intersección Ruta Provincial 201 y Camino del Buen Ayre).
En la localidad se encuentra un Corredor aeróbico que va desde la Plaza de las Carretas ubicada en la localidad de Muñiz (Buenos Aires) y finaliza en el Polideportivo de Bella Vista. Tiene 3 km de largo y posee dos caminos, uno para caminar, trotar o correr y otro para Bicicletas, Rollers, Skate, etc.
La ciudad es sede del Club Regatas de Bella Vista fundado el 14 de febrero de 1895, como un club de remo y actividades náuticas. En la actualidad el club se destaca en la práctica de Hockey sobre césped y Rugby, participando de los torneos de la URBA en este último. Entre otros clubes locales, se destaca el Club Atlético y Social Bella Vista, sobre la tradicional calle Entre Ríos, fundado el 26 de julio de 1921, cuya principal actividad deportiva es el Vóley y el Patín.
En la localidad se encuentra la Reserva Natural Urbana El Corredor

## Barrios
- Rafael Obligado
- Bella Vista chico
- Lomas de Marilo
- Barrufaldi
- Puerta 4
- Barrio ferroviario
- Barrio Parque Mattaldi
- Barrio Jorge Newbery
- Barrio Parque La Luz
- El Robledal
- Bella Vista Joven
- Las Veletas
- San Ambrosio
- Buenos Aires Golf Club
- Villa Flaubert
- Villa Victoria
- Buenos Aires Village
- Los Berros
- Barrio La Araucaria
- La Candelaria
- Chacras de Alcala
- San Miguel de Ghiso

- Barrio Santa Catarina

## Transporte

#### Colectivos
Por la localidad de Bella Vista circulan varias líneas de colectivos que comunican los diversos barrios con la Estación Bella Vista y a la localidad con otras ciudades.
- Línea 740: Estación General Lemos - Estación Bella Vista
- Línea 53: José C. Paz - La Boca
- Línea 163: San Miguel - Primera Junta
- Línea 182 : José C. Paz - Parque Avellaneda
- Línea 176: Escobar - Chacarita
- Línea 303 - Morón - Fabrica Ford
- Línea 371 - Don Torcuato - Los Polvorines - Bella Vista - Barrio Obligado

#### Ferrocarriles
Atraviesan la ciudad el Ferrocarril General San Martín y el Ferrocarril General Urquiza. 
Las estaciones de Bella Vista son:

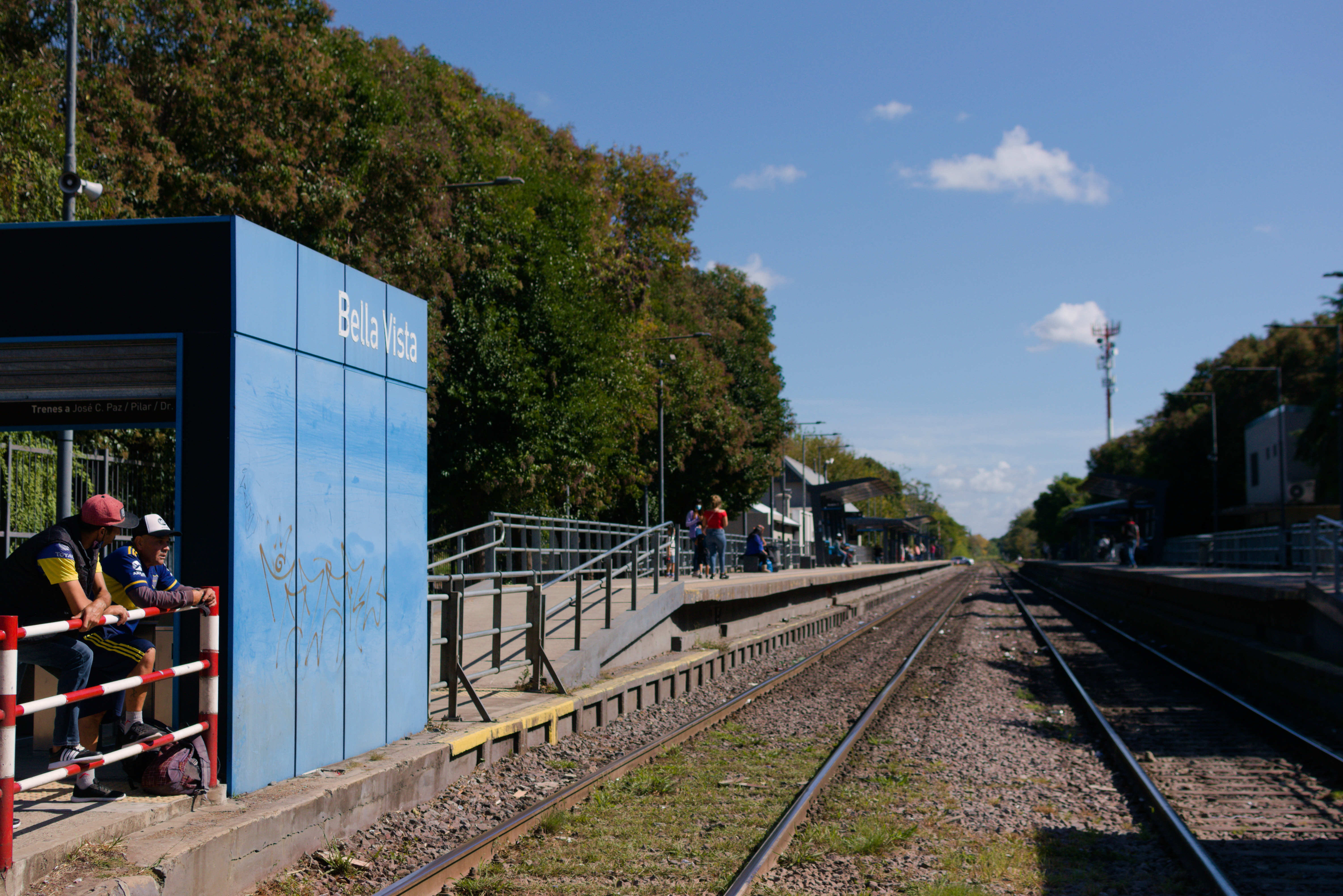
Vista general de la estación de Bella Vista del ferrocarril General San Martín

- Estación Bella Vista (Ferrocarril General San Martín)
- Estación Sargento Barrufaldi (Ferrocarril General Urquiza)
- Estación Capitán Lozano (Ferrocarril General Urquiza)
- Estación Teniente Agneta (Ferrocarril General Urquiza)
- Estación Campo de Mayo (Ferrocarril General Urquiza)

Asimismo, existe un ramal actualmente desactivado de la Línea Urquiza -cuya traza se desarrolla paralela y a escasos metros del de la Línea San Martín- y que se utiliza esporádicamente para transportes de cargas a la Mesopotamia argentina. Consta de una única vía de trocha estándar heredada del antiguo tramway rural que circulara entre las estaciones Federico Lacroze (en el barrio porteño de Chacarita) y la de la localidad bonaerense de Zárate. Actualmente ha quedado como testigo histórico de ese servicio el paradero Bella Vista (en la intersección con la calle Sourdeaux.

## Recreación
En la localidad hay diferentes equipamientos urbanos para recrearse y crear un contacto con la naturaleza.

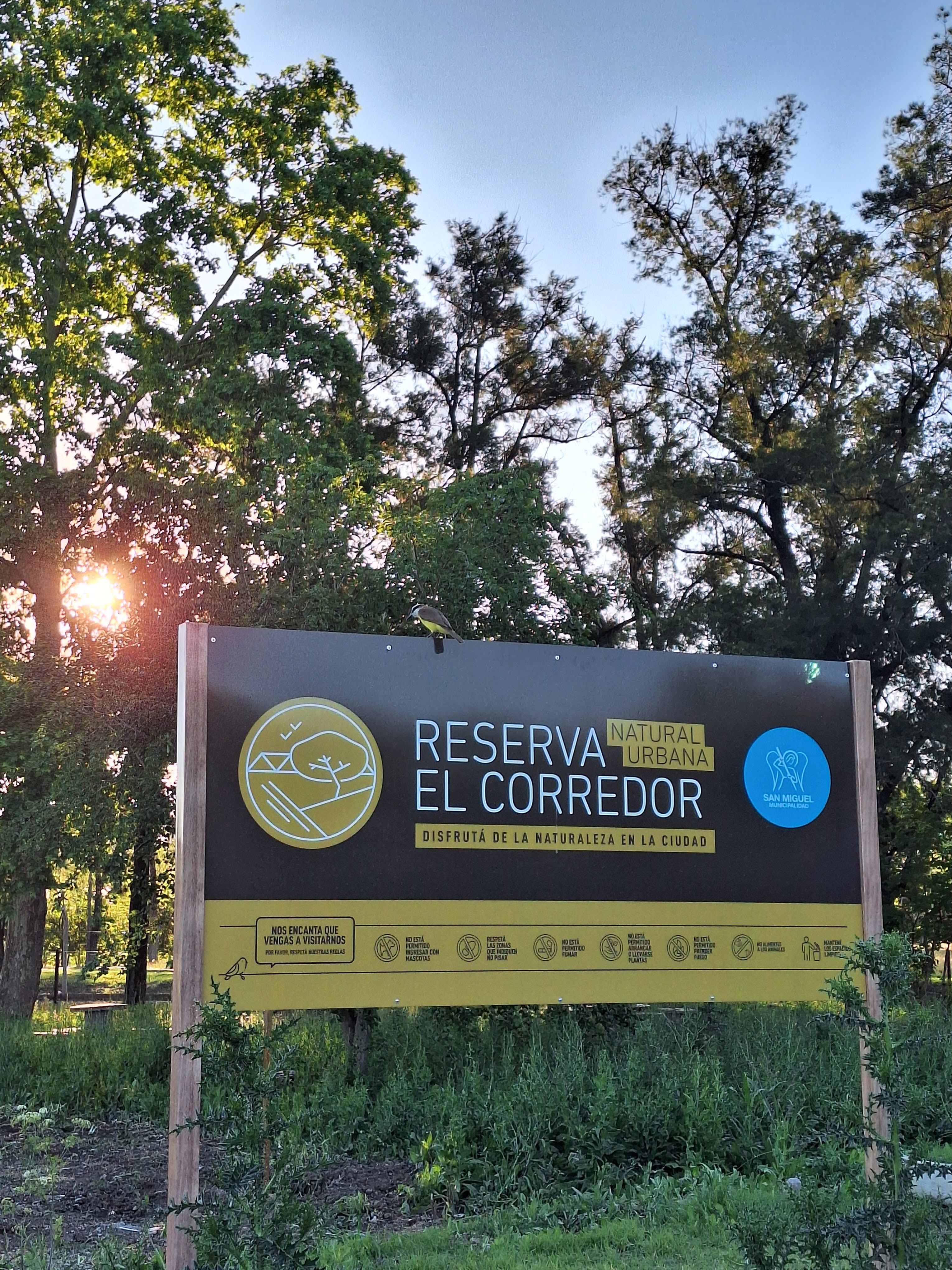
Cartel de entrada a la Reserva Natural Urbana El Corredor. (RNU)

- El Corredor Aeróbico, está ubicado entre las localidades de Bella Vista y Muñiz, Partido de San Miguel. El Corredor  tiene unos 3 km de largo, comienza en la Estación de Muñiz,  y finaliza en el Club Regatas, en Bella Vista. Posee dos caminos, uno es utilizado para caminar, trotar o correr y otro para bicicletas, rollers, skate, etc. Están prohibidas las Motos y los Cuatriciclos. El Corredor Aeróbico es monitoreado las 24 horas con un sistema de cámaras de la Municipalidad de San Miguel, además hay policías municipales que andan en cuatriciclos.
- Velódromo municipal, inaugurado en 1986 y renovado en 2015. En él se desarrollan actividades ligadas al ciclismo y Patín
- Reserva Natural Urbana el Corredor, creada en 2016 en un antiguo depósito judicial. La reserva se encuentra al borde del río reconquista y las vías del Ferrocarril San Martín. La reserva , tiene como objetivo recuperar un espacio de aproximadamente 8 hectáreas que se encontraba en desuso y convertirse  en un nuevo espacio verde  para esparcimiento y educación ambiental, recomponiendo los ambientes originarios y recuperando el contacto de la Comunidad con el elemento natural más importante de la Región, el Río Reconquista.Laguna de la RNU El Corredor

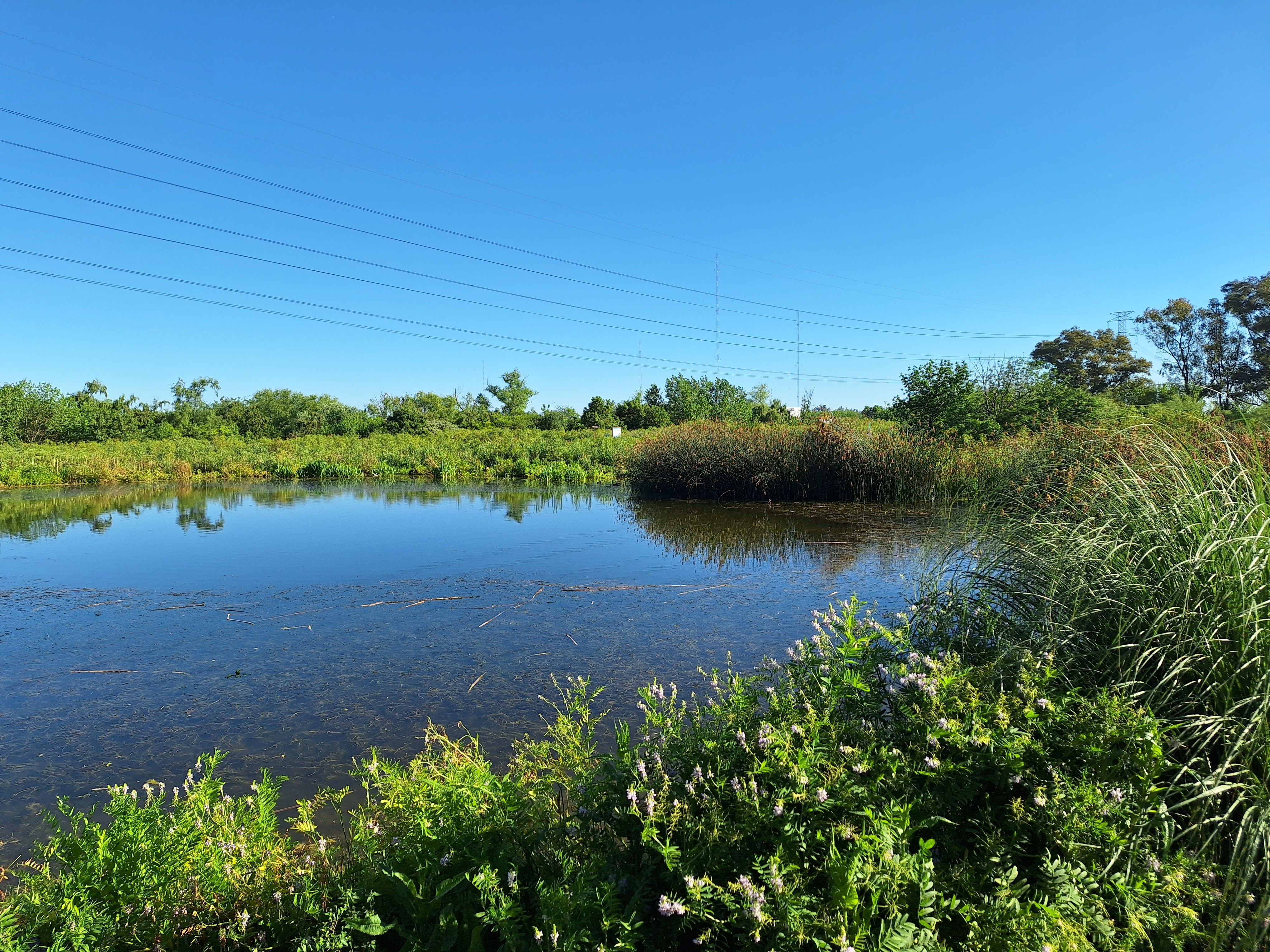
Laguna de la RNU El Corredor

## Entidades deportivas
Algunas entidades deportivas de la Ciudad son:
- Club de Regatas Bella Vista
- San Miguel Rugby & Hockey Club (SMRHC) Pardo 5201
- Club Atlético y Social Bella Vista
- Club Alianza de Bella Vista
- Club Francés

## Medios de Comunicación
Los medios de comunicación locales fueron muchos y de todo tipo,  primero escritos, luego mezclados con gráficos, luego imágenes y finalmente digitales. El primer periódico fue "La redención" fundado el 24 de septiembre  de 1893 por don Francisco Bourel, quien aparte de ser juez de paz era periodista y redactor del diario "El Nacional" de Buenos Aires. Con los años empezaron a surgir otros medios como:
"El picaflor"  un pequeño diario quincenal que contaba las controversias pueblerinas casi de manera jocosa y ridiculizaba a la alta sociedad local.
"El Porteño" vio la luz el 1° de enero de 1904 escrito por Adolfo F. Guerra, un defensor de los principios de la Unión Cívica radical. 
En 1907 los vecinos Vitale y Amante fundaron "El Argentino" que luego dirigió Francisco Planes, Era de corte político  y debatía las ideas de Norberto Quirno .
"La Hojita" fue un semanario Parroquial que el Presbítero Rafael Salerno fundó el 19 de marzo de 1908.
Un docente de la escuela n°9  Profesor Reynaldo Prandi fundó el periódico, o mejor dicho la primera  revista social dedicada más que nada a temas educativos y literarios. Se llamaba "Escuela y Municipio" con un gran alcance.
En 1915 la Unión Comunal de Bella Vista empezó a publicar "Bella Vista" donde trataba cuestiones relacionadas con obras y modificaciones edilicias
En 1917 apareció "El Imparcial"  de Francisco planes, aunque tiempo después cambió de nombre por "La Voz del Pueblo"
El 10 de mayo de 1957 marca una fecha importante para el periodismo de General Sarmiento, Alberto Piñiero, un periodista lleno de inquietudes funda el periódico que bautiza como "Bella Vista" y realiza durante varios años una prolífica labor. Después de su fallecimiento (1977), sus hijos deciden modernizar aun más sus páginas y resuelven otorgarle el nombre de "Síntesis"
En 1989 nace FM del Buen Ayre, la Primera radio que tiene Bella Vista, quizás conocida en sus comienzos como "FM Fantasía".
En 1992 se publica el primer ejemplar de la revista "El Juglar" de editorial Bourel que circuló de manera gratuita hasta el año 2002
En 2006 comienza un proyecto llamado "Bella Vista, Buenos Aires" luego  se le acortó el nombre por "bellavist.ar".
Otras radios que aparecieron fueron FM Centro (95.5)  que desde el 2013 emite en la frecuencia 95.5 con su planta transmisora desde el centro de la localidad. y FM Gallo Rojo. nacida en Barrio Obligado durante en 2014 transmitió en la frecuencia modulada 88.7 hasta julio del 2020.

## Personalidades
Carlos Artagnan Petit ( 1913- 1993) productor teatral guionista
- Raúl Federico Larcade (siglo XX), médico clínico cirujano reconocido por su obra, asignándole su nombre al Hospital Municipal de San Miguel
- Luis del Cul (1909-1998), periodista corresponsal en Bella Vista del diario La Nación de Buenos Aires
- Aníbal Di Salvo (1924-2010), director de cine.
- Rodolfo Zapata (1932-2019), cantante popular.
- Manolo Galván (1947-2013), cantante español fallecido en Bella Vista.
- Rubén Oscar Glaría (1948-), exfutbolista y exintendente del Partido de José C. Paz
- Las Trillizas de Oro (1960-), cantantes y presentadoras de televisión.
- Maitena (1962-), escritora.
- Joaquín de la Torre (1962-), político.
- Rolo Zapata (1966-), entrenador de fútbol, hijo del cantante Rodolfo Zapata.
- Guillermo Zapata (1968-), actor y productor cinematográfico, hijo del cantante Rodolfo Zapata.
- Roberto Osvaldo Díaz (1953-), exjugador de fútbol profesional y director técnico.
- Patricio Sturlese (1973-), escritor.
- Matías Alé (1977-), conductor, mediático, empresario, productor, comediante y expareja de la vedette argentina Graciela Alfano.
- Maximiliano Richeze (1983-), ex ciclista profesional.
- Mauro Richeze (1985-), ciclista profesional.
- Axel Juárez (1990-), futbolista profesional.
- Gastón Trillini (1991-), ex ciclista profesional.
- Santiago Cordero (1993-), rugbista.
- Gonzalo Escalante (1993-), futbolista profesional.
- Otto Fritzler (2003-), piloto argentino de automovilismo.
- Jonatan L. Bregantic (1989-), profesor y jurista
- Rocío Oliva, exnovia de Diego Armando Maradona, mediática y futbolista.

## Educación
En Bella Vista se encuentra un anexo de la Universidad de Flores. También se llevan a cabo actividades de la Universidad de Belgrano, de la Universidad Tecnológica Nacional y Universidad del Salvador en colegios de la región aledaños a la localidad.
Escuelas Públicas
- Escuela N.º 3 (Escuela Primaria)
- Escuela Gral. San Martín (Escuela Secundaria)
- Escuela de Educación Secundaria N.º 2 Ing. Adolfo Sourdeaux
- Escuela Nº101 (Escuela Primaria)
- Escuela Nº30 (Escuela Primaria)
- CENS Nº453 (Educación Secundaria para Adultos)
- Escuela N°18, "Eugenio Mattaldi" (Escuela Secundaria)
- Escuela N.º 6, "Gral. Don José de San Martín" (Escuela Primaria)
- Escuela N°10 " Mariano Moreno"(Escuela Primaria)
- Escuela Nº12 "Gabriela Mistral" ( Escuela Primaria)
- Escuela de Educación Secundaria Nº16
- Escuela N.º 8 " Bernardino Rivadavia"( Escuela Primaria)
- Escuela de Educación Secundaria Nº27
- Escuela N°23 "Alfonsina Storni" (Escuela Primaria)
- Escuela de Educación Secundaria Nº20

Privadas
- Colegio Santa Ethnea (Jardín, Escuela Primaria y Secundaria)
- Aberdare College (Jardín, Escuela Primaria y Secundaria)
- Colegio De Los Santos Padres (Jardín, Escuela Primaria y Secundaria)
- Glasgow College (Jardín, Escuela Primaria y Secundaria)
- Colegio Almafuerte (Jardín, Escuela Primaria y Secundaria)
- Colegio Jesús María (Jardín, Escuela Primaria y Secundaria)
- Colegio De La Providencia (Jardín, Primaria y Secundaria)
- Colegio Las Marías  (Jardín, Escuela Primaria y Secundaria)
- Colegio Tolkien (Jardín, Escuela Primaria y Secundaria)
- Instituto San Alfonso (Jardín, Escuela Primaria, Secundaria y Capacitación Profesional)
- Escuela Modelo de Bella Vista (Jardín, Escuela Primaria y Secundaria)(Profesorado de Educación Física).
- Hogar Escuela Ezpeleta (Jardín, Escuela Primaria y Secundaria)
- Instituto Manuel Dorrego (Jardín, Primaria y Secundaria), situado en el Barrio Obligado.
- Instituto Parroquial San Pio X - Colegio Santa Teresa de Jesús, situado cerca de Ruta 8
- Instituto Padre Santiago Avellaneda  (Jardín, Escuela Primaria y Secundaria)

## Cultos

### Iglesia católica
- Parroquia Santa Ana  fundada en 1945 en Parque Mattaldi, de la cual dependen las Capillas Stella Maris y N. S. de Fátima (Barrufaldi).

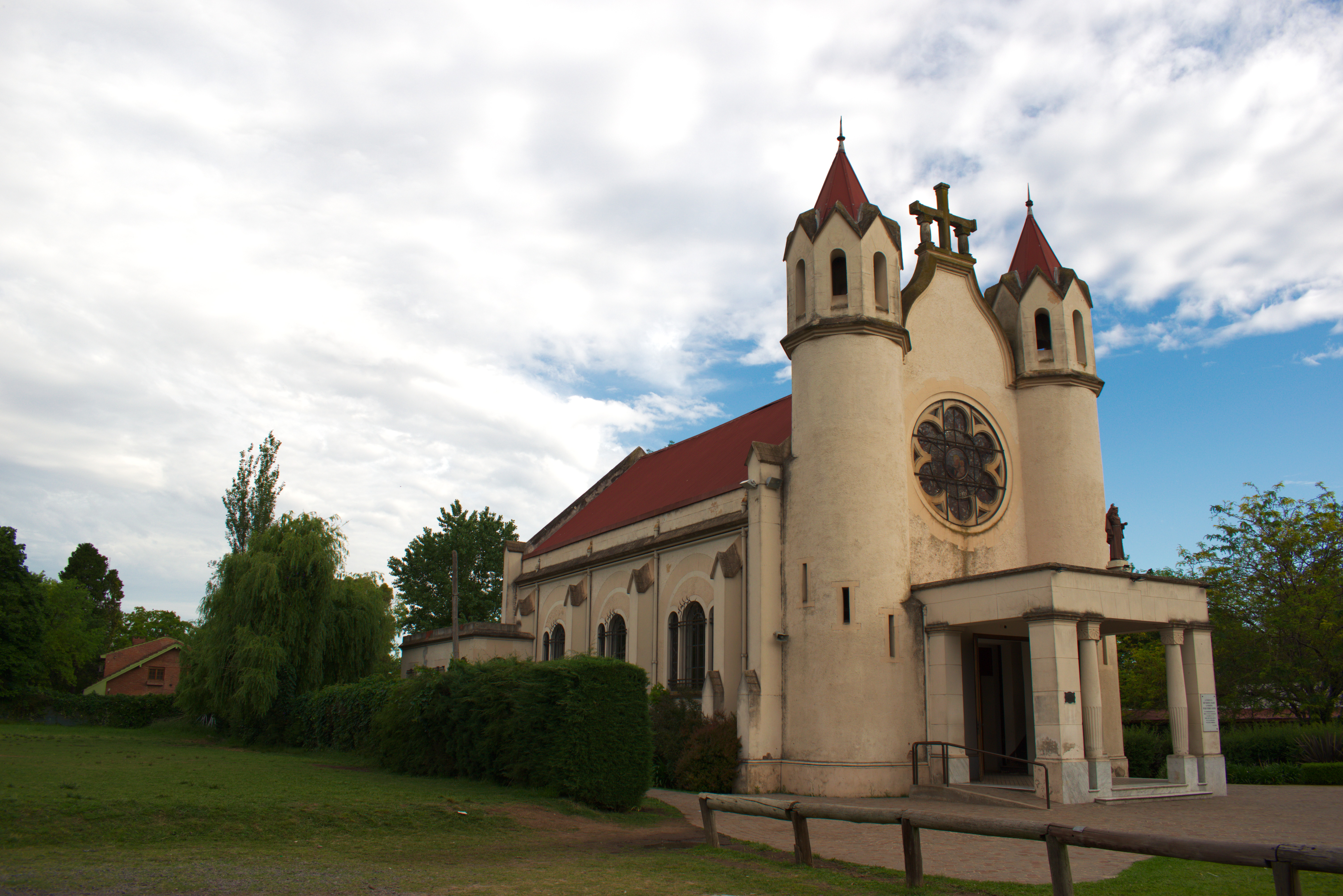
Iglesia de San Francisco Solano

- Parroquia San Francisco Solano fundada en 1905, de la cual dependen las Capillas Medalla Milagrosa (Barrio El Hogar Obrero), Sagrada Familia (Barrio Obligado), San Blas, San Cayetano y María Madre de los Pobres (Barrio Obligado).

- Parroquia San Pío X.
- Parroquia Inmaculada Concepción.
- Templos con culto público: Capilla del Colegio Ezpeleta y Capilla del Colegio Jesús María.

### Iglesia adventista del Séptimo Día
- Congregación de Bella Vista

### Iglesia cristiana evangélica
- Iglesia Asamblea Cristiana Dios es Amor, Río Negro 575, a dos cuadras de la estación Teniente Agneta.
- Iglesia Bautista de Bella Vista, Av. Santa Fe 1388, a una cuadra de la Escuela Modelo.

### Iglesia de Jesucristo de los Santos de los Últimos Días
- Congregación de Bella Vista